# 5,10-метилентетрагидрофолат
5,10-Метилентетрагидрофолат (5,10-CH2-THF, MTHF) — превращается метилентетрагидрофолатредуктазой (англ. MTHFR) в 5-метилтетрагидрофолат (англ. 5-MTHF). 5,10-CH2-THF также является коферментом при синтезе тимидина тимидилатсинтазой.